# Achtermannshöhe
Achtermannshöhe se encuentra en el Parque nacional de Harz, en Alemania, se trata de la tercera montaña más alta de la Baja Sajonia y la cuarta más alta en las montañas de Harz.
Se encuentra en la zona de Harz entre la ruta Harz-Heide (B 4) y la antigua frontera interior alemana a unos 6 km al norte de Braunlage. Su cima, cubierta de piedras sueltas, sobresale de los árboles circundantes y ofrece una magnífica vista todo el año.